# Ле Ке (Верона)
Ле Ке је насеље у Италији у округу Верона, региону Венето.
Према процени из 2011. у насељу је живело 65 становника. Насеље се налази на надморској висини од 55 м.